# Señorío de Fuentidueña
El señorío de Fuentidueña fue un señorío jurisdiccional creado el 14 de septiembre de 1443 por el rey Juan II de Castilla a favor de Pedro de Luna y Manuel, hijo natural de Álvaro de Luna, condestable de Castilla. Su nombre hace referencia a la villa segoviana de Fuentidueña.

## Historia

Blasón de la Casa de Fuentidueña

El 14 de septiembre de 1443, el rey Juan II concedió el señorío de Fuentidueña a Pedro de Luna y Manuel, designando como heredero en caso de no existir sucesión legitima a su hermanastro, Juan de Luna y Pimentel, II conde de San Esteban de Gormaz, hijo legítimo de Álvaro de Luna, condestable de Castilla, y de Juana Pimentel y Enríquez, condesa de Montalbán y prima del monarca.
El 28 de junio de 1559, el rey Felipe II, otorgó la carta de venta del señorío jurisdiccional sobre Huétor Tájar a favor de Antonio de Luna y Valois, VI señor de Fuentidueña, lo que le permitió sumar el señorío jurisdiccional a los extensos dominios que su familia poseía en la zona desde tiempos de su abuelo, a cambio de cinco mil ducados de oro.
En 1559, la infanta regente Juana de Austria, también otorgó la carta de venta del señorío jurisdiccional de las villas de Carrascal y Castrojimeno, donde Antonio de Luna y Valois fundó un mayorazgo de segundagenitura, incompatible con el señorío de Fuentidueña, para Pedro de Luna y Rojas, primer hijo de su segundo matrimonio.
El 31 de enero de 1602, Antonio de Luna y Enríquez de Almansa, fue elevado a la dignidad condal por el rey Felipe III sobre todas las tierras y rentas de lo que era hasta entonces señorío de Fuentidueña, por lo que pasa a ser el primer conde de Fuentidueña.

## Señores de Fuentidueña
|                                  | Titular                               | Periodo                          | Casa                             |
| Creación por Juan II de Castilla | Creación por Juan II de Castilla      | Creación por Juan II de Castilla | Creación por Juan II de Castilla |
| -------------------------------- | ------------------------------------- | -------------------------------- | -------------------------------- |
| I                                | Pedro de Luna y Manuel                | 1443-1494                        | Casa de Luna                     |
| II                               | Álvaro de Luna y Ayala                | 1494-1519                        | Casa de Luna                     |
| III                              | Pedro de Luna y Bobadilla             | 1519-1542                        | Casa de Luna                     |
| IV                               | Álvaro de Luna y Manrique             | 1542-1547                        | Casa de Luna                     |
| V                                | Álvaro de Luna y Bobadilla            | 1547-1547                        | Casa de Luna                     |
| VI                               | Antonio de Luna y Valois              | 1547-1593                        | Casa de Luna                     |
| VII                              | Antonio de Luna y Enríquez de Almansa | 1593-1602                        | Casa de Luna                     |

## Historia de los señores de Fuentidueña

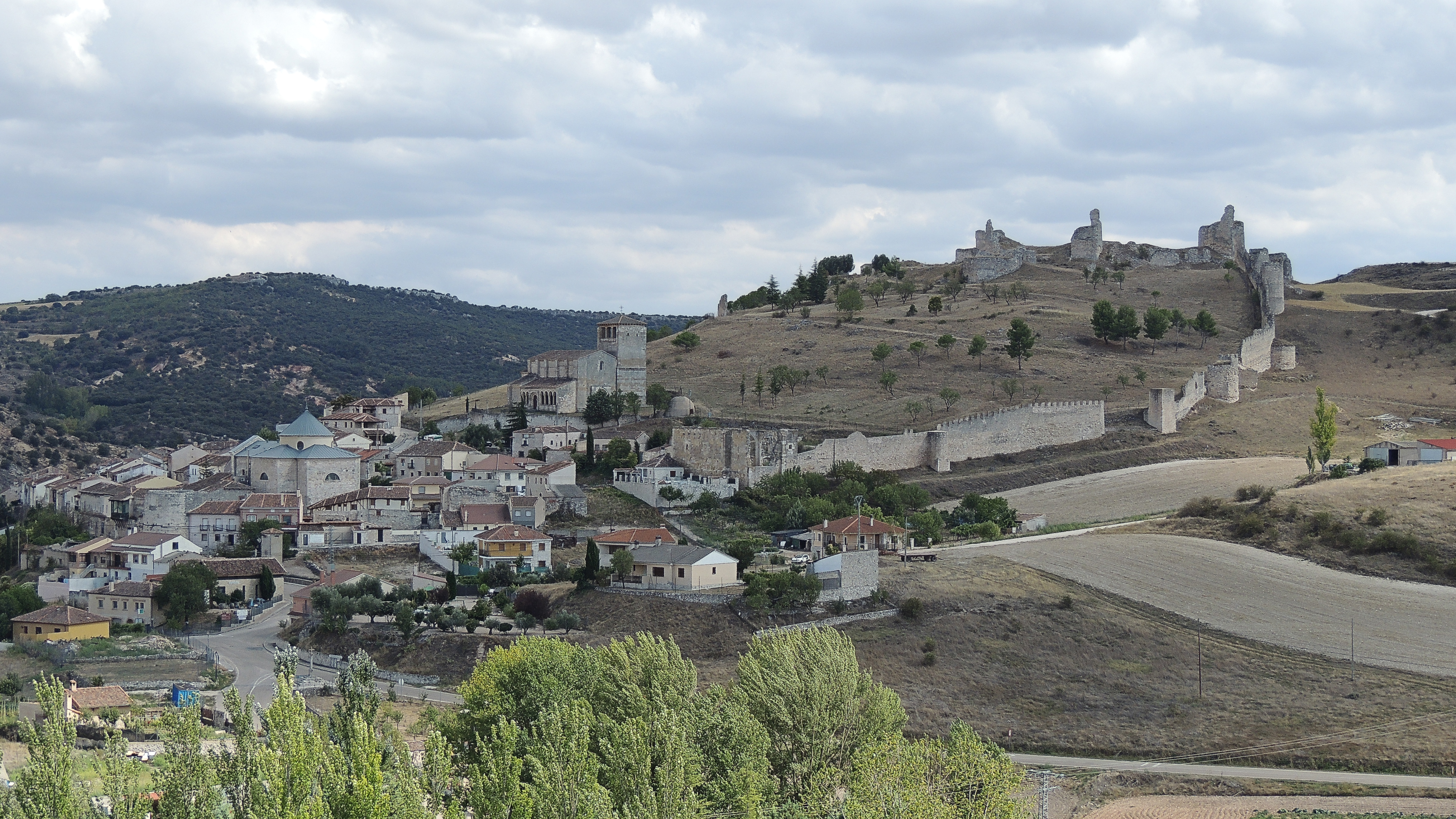
Villa de Fuentidueña

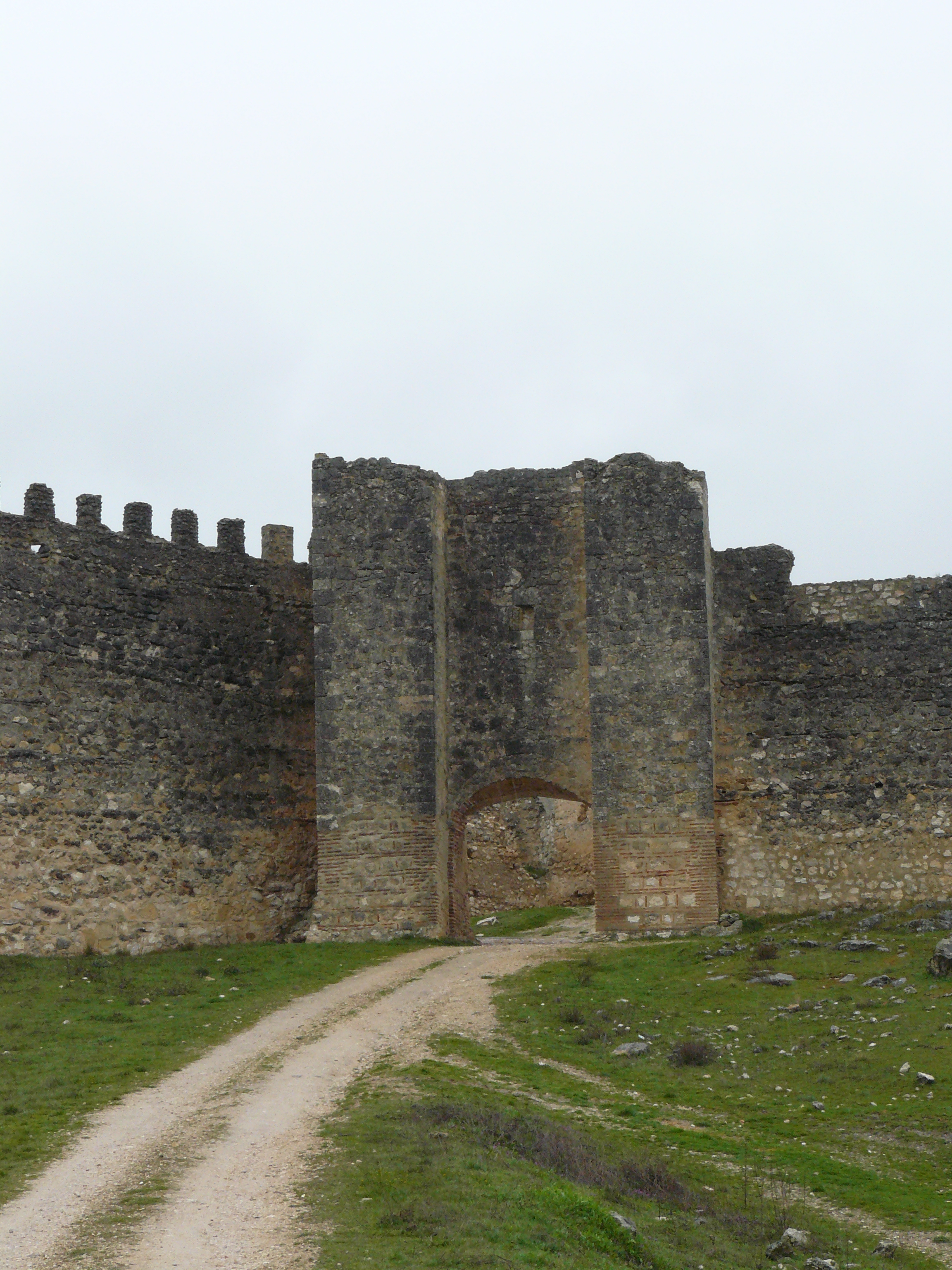
Castillo de Fuentidueña

- Pedro de Luna y Manuel (1415-1494), I señor de Fuentidueña. Le sucedió su hijo.

1. Casado con Elvira de Ayala y Herrera.
2. Casado con María de la Puente.

- Álvaro de Luna y Ayala (1440-1519), II señor de Fuentidueña. Le sucedió su hijo.

1. Casado con Isabel de Bobadilla y Maldonado.

- Pedro de Luna y Bobadilla (m. 1542), III señor de Fuentidueña. Le sucedió su hijo.

1. Casado con Aldonza Manrique.

- Álvaro de Luna y Manrique (¿?-1547), IV señor de Fuentidueña. Sin descendencia, le sucedió su tío.

1. Casado con Mencía de Mendoza (m. 1541).

- Álvaro de Luna y Bobadilla (¿?-¿?),V señor de Fuentidueña. Le sucedió su hijo.

1. Casado con Catalina de Valois. (m. ca. 1531)

- Antonio de Luna y Valois (1512-1593), VI señor de Fuentidueña, I señor de Huétor Tájar. Le sucedió su nieto.

1. Casado con Leonor Sarmiento de la Cerda.
2. Casado con Francisca de Rojas Enríquez.

- Antonio de Luna y Enríquez de Almansa (¿?-1605), VII señor de Fuentidueña, II señor de Huétor Tájar.

1. Casado con Juana de Mendoza y Toledo (m. 1595).
2. Casado con Catalina de la Cerda y Latiloy.

## Árbol genealógico
| Pedro de Luna y Manuel I señor de Fuentidueña (1415-1494)    |                                                              |                                                              |                                                              |                                                              |                                                              |  |  |                                                                          |                                                              |                                                              |                                                              |                                                              |                                                              |  |  |  |  |  |  |  |  |  |  |  |  |  |  |  |  |  |  |  |  |  |  |
|                                                              |                                                              |                                                              |                                                              |                                                              |                                                              |  |  |                                                                          |                                                              |                                                              |                                                              |                                                              |                                                              |  |  |  |  |  |  |  |  |  |  |  |  |  |  |  |  |  |  |  |  |  |  |
| Álvaro de Luna y Ayala II señor de Fuentidueña (1440-1519)   |                                                              |                                                              |                                                              |                                                              |                                                              |  |  |                                                                          |                                                              |                                                              |                                                              |                                                              |                                                              |  |  |  |  |  |  |  |  |  |  |  |  |  |  |  |  |  |  |  |  |  |  |
|                                                              |                                                              |                                                              |                                                              |                                                              |                                                              |  |  |                                                                          |                                                              |                                                              |                                                              |                                                              |                                                              |  |  |  |  |  |  |  |  |  |  |  |  |  |  |  |  |  |  |  |  |  |  |
|                                                              |                                                              |                                                              |                                                              |                                                              |                                                              |  |  |                                                                          |                                                              |                                                              |                                                              |                                                              |                                                              |  |  |  |  |  |  |  |  |  |  |  |  |  |  |  |  |  |  |  |  |  |  |
| Pedro de Luna y Bobadilla III señor de Fuentidueña (¿?-1542) | Pedro de Luna y Bobadilla III señor de Fuentidueña (¿?-1542) | Pedro de Luna y Bobadilla III señor de Fuentidueña (¿?-1542) | Pedro de Luna y Bobadilla III señor de Fuentidueña (¿?-1542) | Pedro de Luna y Bobadilla III señor de Fuentidueña (¿?-1542) | Pedro de Luna y Bobadilla III señor de Fuentidueña (¿?-1542) |  |  | Álvaro de Luna y Bobadilla V señor de Fuentidueña (¿?-¿?)                | Álvaro de Luna y Bobadilla V señor de Fuentidueña (¿?-¿?)    | Álvaro de Luna y Bobadilla V señor de Fuentidueña (¿?-¿?)    | Álvaro de Luna y Bobadilla V señor de Fuentidueña (¿?-¿?)    | Álvaro de Luna y Bobadilla V señor de Fuentidueña (¿?-¿?)    | Álvaro de Luna y Bobadilla V señor de Fuentidueña (¿?-¿?)    |  |  |  |  |  |  |  |  |  |  |  |  |  |  |  |  |  |  |  |  |  |  |
| Pedro de Luna y Bobadilla III señor de Fuentidueña (¿?-1542) | Pedro de Luna y Bobadilla III señor de Fuentidueña (¿?-1542) | Pedro de Luna y Bobadilla III señor de Fuentidueña (¿?-1542) | Pedro de Luna y Bobadilla III señor de Fuentidueña (¿?-1542) | Pedro de Luna y Bobadilla III señor de Fuentidueña (¿?-1542) | Pedro de Luna y Bobadilla III señor de Fuentidueña (¿?-1542) |  |  | Álvaro de Luna y Bobadilla V señor de Fuentidueña (¿?-¿?)                | Álvaro de Luna y Bobadilla V señor de Fuentidueña (¿?-¿?)    | Álvaro de Luna y Bobadilla V señor de Fuentidueña (¿?-¿?)    | Álvaro de Luna y Bobadilla V señor de Fuentidueña (¿?-¿?)    | Álvaro de Luna y Bobadilla V señor de Fuentidueña (¿?-¿?)    | Álvaro de Luna y Bobadilla V señor de Fuentidueña (¿?-¿?)    |  |  |  |  |  |  |  |  |  |  |  |  |  |  |  |  |  |  |  |  |  |  |
| Álvaro de Luna y Manrique IV señor de Fuentidueña (¿?-1547)  | Álvaro de Luna y Manrique IV señor de Fuentidueña (¿?-1547)  | Álvaro de Luna y Manrique IV señor de Fuentidueña (¿?-1547)  | Álvaro de Luna y Manrique IV señor de Fuentidueña (¿?-1547)  | Álvaro de Luna y Manrique IV señor de Fuentidueña (¿?-1547)  | Álvaro de Luna y Manrique IV señor de Fuentidueña (¿?-1547)  |  |  | Antonio de Luna y Valois VI señor de Fuentidueña (1512-1593)             | Antonio de Luna y Valois VI señor de Fuentidueña (1512-1593) | Antonio de Luna y Valois VI señor de Fuentidueña (1512-1593) | Antonio de Luna y Valois VI señor de Fuentidueña (1512-1593) | Antonio de Luna y Valois VI señor de Fuentidueña (1512-1593) | Antonio de Luna y Valois VI señor de Fuentidueña (1512-1593) |  |  |  |  |  |  |  |  |  |  |  |  |  |  |  |  |  |  |  |  |  |  |
| Álvaro de Luna y Manrique IV señor de Fuentidueña (¿?-1547)  | Álvaro de Luna y Manrique IV señor de Fuentidueña (¿?-1547)  | Álvaro de Luna y Manrique IV señor de Fuentidueña (¿?-1547)  | Álvaro de Luna y Manrique IV señor de Fuentidueña (¿?-1547)  | Álvaro de Luna y Manrique IV señor de Fuentidueña (¿?-1547)  | Álvaro de Luna y Manrique IV señor de Fuentidueña (¿?-1547)  |  |  | Antonio de Luna y Valois VI señor de Fuentidueña (1512-1593)             | Antonio de Luna y Valois VI señor de Fuentidueña (1512-1593) | Antonio de Luna y Valois VI señor de Fuentidueña (1512-1593) | Antonio de Luna y Valois VI señor de Fuentidueña (1512-1593) | Antonio de Luna y Valois VI señor de Fuentidueña (1512-1593) | Antonio de Luna y Valois VI señor de Fuentidueña (1512-1593) |  |  |  |  |  |  |  |  |  |  |  |  |  |  |  |  |  |  |  |  |  |  |
|                                                              |                                                              |                                                              |                                                              |                                                              |                                                              |  |  | Álvaro de Luna y Sarmiento (¿?-1581)                                     |                                                              |                                                              |                                                              |                                                              |                                                              |  |  |  |  |  |  |  |  |  |  |  |  |  |  |  |  |  |  |  |  |  |  |
|                                                              |                                                              |                                                              |                                                              |                                                              |                                                              |  |  |                                                                          |                                                              |                                                              |                                                              |                                                              |                                                              |  |  |  |  |  |  |  |  |  |  |  |  |  |  |  |  |  |  |  |  |  |  |
|                                                              |                                                              |                                                              |                                                              |                                                              |                                                              |  |  | Antonio de Luna y Enríquez de Almansa VII señor de Fuentidueña (¿?-1605) |                                                              |                                                              |                                                              |                                                              |                                                              |  |  |  |  |  |  |  |  |  |  |  |  |  |  |  |  |  |  |  |  |  |  |